# Scinax nebulosus
La ranita Nebulosa (Scinax nebulosus) es una especie de anfibios de la familia Hylidae.
Habita en Bolivia, Brasil, Guayana Francesa, Guayana, Surinam y Venezuela.
Sus hábitats naturales incluyen bosques tropicales o subtropicales secos y a baja altitud, sabanas secas, marismas intermitentes de agua dulce, pastos, jardines rurales y zonas previamente boscosas ahora muy degradadas.
Está amenazada de extinción por la destrucción de su hábitat natural.